# Straßenbahn Klagenfurt
| Streckenlänge: | 5,782 km            |                                         |                                         |
| Spurweite: | 1000 mm (Meterspur) |                                         |                                         |
| Stromsystem: | 800 V =             |                                         |                                         |
| |                     |                                         |                                         |
| \| \| 0,090 \| Hauptbahnhof \| Hauptbahnhof \| \| \| 0,357 \| Tabak-Fabrik \| Tabak-Fabrik \| \| \| 0,642 \| Landesregierung \| Landesregierung \| \| \| 0,793 \| Lidmanskygasse \| Lidmanskygasse \| \| \| 0,990 \| Burg \| Burg \| \| \| 1,093 \| Hotel Moser \| Hotel Moser \| \| \| 1,232 \| Neuer Platz \| Neuer Platz \| \| \| 1,420 \| Heiligengeistplatz \| Heiligengeistplatz \| \| \| \| nach Kreuzbergl/Zentralfriedhof (s. u.) \| \| \| \| 1,665 \| Villacher Ring \| Villacher Ring \| \| \| 1,855 \| Lendhafen \| Lendhafen \| \| \| 2,155 \| Villacher Straße \| Villacher Straße \| \| \| 2,470 \| Rizzisteg \| Rizzisteg \| \| \| 2,618 \| Morrestraße \| Morrestraße \| \| \| 2,910 \| Eisenbahnbrücke \| Eisenbahnbrücke \| \| \| 3,170 \| Schattenhof \| Schattenhof \| \| \| 3,620 \| Obere Lend \| Obere Lend \| \| \| 4,073 \| Paternioner \| Paternioner \| \| \| 4,273 \| Lorettoweg \| Lorettoweg \| \| \| 4,990 \| Klein Freienthurn \| Klein Freienthurn \| \| \| 5,280 \| Plattenwirt \| Plattenwirt \| \| \| \| \| \| \| \| 5,700 \| Militärschwimmschule, See (bis 1935) \| Militärschwimmschule, See (bis 1935) \| \| \| 5,782 \| Streckenende (bis 1935) \| Streckenende (bis 1935) \| \| \| 5,400 \| See (ab 1935) \| See (ab 1935) \| \| \| 5,860 \| See-Strandbad (ab 1935) \| See-Strandbad (ab 1935) \| |                     |                                         |                                         |
| U-Bahn-Kopfbahnhof Streckenanfang (Strecke außer Betrieb) | 0,090               | Hauptbahnhof                            | Hauptbahnhof                            |
| U-Bahn-Haltepunkt / Haltestelle (Strecke außer Betrieb) | 0,357               | Tabak-Fabrik                            | Tabak-Fabrik                            |
| U-Bahn-Haltepunkt / Haltestelle (Strecke außer Betrieb) | 0,642               | Landesregierung                         | Landesregierung                         |
| U-Bahn-Haltepunkt / Haltestelle (Strecke außer Betrieb) | 0,793               | Lidmanskygasse                          | Lidmanskygasse                          |
| U-Bahn-Haltepunkt / Haltestelle (Strecke außer Betrieb) | 0,990               | Burg                                    | Burg                                    |
| U-Bahn-Haltepunkt / Haltestelle (Strecke außer Betrieb) | 1,093               | Hotel Moser                             | Hotel Moser                             |
| U-Bahn-Haltepunkt / Haltestelle (Strecke außer Betrieb) | 1,232               | Neuer Platz                             | Neuer Platz                             |
| U-Bahn-Haltepunkt / Haltestelle (Strecke außer Betrieb) | 1,420               | Heiligengeistplatz                      | Heiligengeistplatz                      |
| U-Bahn-Abzweig geradeaus und nach rechts (Strecke außer Betrieb) |                     | nach Kreuzbergl/Zentralfriedhof (s. u.) | nach Kreuzbergl/Zentralfriedhof (s. u.) |
| U-Bahn-Haltepunkt / Haltestelle (Strecke außer Betrieb) | 1,665               | Villacher Ring                          | Villacher Ring                          |
| U-Bahn-Haltepunkt / Haltestelle (Strecke außer Betrieb) | 1,855               | Lendhafen                               | Lendhafen                               |
| U-Bahn-Haltepunkt / Haltestelle (Strecke außer Betrieb) | 2,155               | Villacher Straße                        | Villacher Straße                        |
| U-Bahn-Haltepunkt / Haltestelle (Strecke außer Betrieb) | 2,470               | Rizzisteg                               | Rizzisteg                               |
| U-Bahn-Haltepunkt / Haltestelle (Strecke außer Betrieb) | 2,618               | Morrestraße                             | Morrestraße                             |
| U-Bahn-Haltepunkt / Haltestelle (Strecke außer Betrieb) | 2,910               | Eisenbahnbrücke                         | Eisenbahnbrücke                         |
| U-Bahn-Haltepunkt / Haltestelle (Strecke außer Betrieb) | 3,170               | Schattenhof                             | Schattenhof                             |
| U-Bahn-Haltepunkt / Haltestelle (Strecke außer Betrieb) | 3,620               | Obere Lend                              | Obere Lend                              |
| U-Bahn-Haltepunkt / Haltestelle (Strecke außer Betrieb) | 4,073               | Paternioner                             | Paternioner                             |
| U-Bahn-Haltepunkt / Haltestelle (Strecke außer Betrieb) | 4,273               | Lorettoweg                              | Lorettoweg                              |
| U-Bahn-Haltepunkt / Haltestelle (Strecke außer Betrieb) | 4,990               | Klein Freienthurn                       | Klein Freienthurn                       |
| U-Bahn-Haltepunkt / Haltestelle (Strecke außer Betrieb) | 5,280               | Plattenwirt                             | Plattenwirt                             |
| U-Bahn-Strecke von links (außer Betrieb) · U-Bahn-Abzweig geradeaus und nach rechts (Strecke außer Betrieb) |                     |                                         |                                         |
| U-Bahn-Bahnhof (Strecke außer Betrieb) · U-Bahn-Strecke (außer Betrieb) | 5,700               | Militärschwimmschule, See (bis 1935)    | Militärschwimmschule, See (bis 1935)    |
| U-Bahn-Strecke (außer Betrieb) | 5,782               | Streckenende (bis 1935)                 | Streckenende (bis 1935)                 |
| U-Bahn-Haltepunkt / Haltestelle (Strecke außer Betrieb) | 5,400               | See (ab 1935)                           | See (ab 1935)                           |
| | 5,860               | See-Strandbad (ab 1935)                 | See-Strandbad (ab 1935)                 |

| Streckenlänge: | 4,335 km            |                                      |                                      |
| Spurweite: | 1000 mm (Meterspur) |                                      |                                      |
| Stromsystem: | 800 V =             |                                      |                                      |
| |                     |                                      |                                      |
| \| \| 0,000 \| von Abzw. Heiligengeistplatz (s. o.) \| von Abzw. Heiligengeistplatz (s. o.) \| \| \| \| \| \| \| \| 0,045 \| Heiligengeistplatz \| Heiligengeistplatz \| \| \| \| \| \| \| \| 0,152 \| Schillerpark \| Schillerpark \| \| \| 0,295 \| Sterneckstraße \| Sterneckstraße \| \| \| 0,470 \| Khevenhüllerstraße \| Khevenhüllerstraße \| \| \| 0,565 \| Westschulhaus \| Westschulhaus \| \| \| 0,880 \| Kreuzbergl \| Kreuzbergl \| \| \| 0,892 \| Streckenende \| Streckenende \| \| \| 0,236 \| Theaterplatz \| Theaterplatz \| \| \| 0,504 \| Heuplatz \| Heuplatz \| \| \| 0,665 \| St. Veiter Ring \| St. Veiter Ring \| \| \| 0,880 \| St. Veiter Straße \| St. Veiter Straße \| \| \| 1,170 \| Landesirrenanstalt \| Landesirrenanstalt \| \| \| 1,490 \| Glanbrücke \| Glanbrücke \| \| \| 1,939 \| Goritschitzen \| Goritschitzen \| \| \| 2,470 \| Ehrenthal \| Ehrenthal \| \| \| 3,360 \| Zentralfriedhof \| Zentralfriedhof \| \| \| 3,443 \| Streckenende \| Streckenende \| |                     |                                      |                                      |
| U-Bahn-Strecke (außer Betrieb) | 0,000               | von Abzw. Heiligengeistplatz (s. o.) | von Abzw. Heiligengeistplatz (s. o.) |
| U-Bahn-Strecke nach links (außer Betrieb) · U-Bahn-Abzweig geradeaus und von rechts (Strecke außer Betrieb) |                     |                                      |                                      |
| U-Bahn-Haltepunkt / Haltestelle (Strecke außer Betrieb) | 0,045               | Heiligengeistplatz                   | Heiligengeistplatz                   |
| U-Bahn-Strecke von links (außer Betrieb) · U-Bahn-Abzweig geradeaus und nach rechts (Strecke außer Betrieb) |                     |                                      |                                      |
| U-Bahn-Haltepunkt / Haltestelle (Strecke außer Betrieb) · U-Bahn-Strecke (außer Betrieb) | 0,152               | Schillerpark                         | Schillerpark                         |
| U-Bahn-Haltepunkt / Haltestelle (Strecke außer Betrieb) · U-Bahn-Strecke (außer Betrieb) | 0,295               | Sterneckstraße                       | Sterneckstraße                       |
| U-Bahn-Haltepunkt / Haltestelle (Strecke außer Betrieb) · U-Bahn-Strecke (außer Betrieb) | 0,470               | Khevenhüllerstraße                   | Khevenhüllerstraße                   |
| U-Bahn-Haltepunkt / Haltestelle (Strecke außer Betrieb) · U-Bahn-Strecke (außer Betrieb) | 0,565               | Westschulhaus                        | Westschulhaus                        |
| U-Bahn-Bahnhof (Strecke außer Betrieb) · U-Bahn-Strecke (außer Betrieb) | 0,880               | Kreuzbergl                           | Kreuzbergl                           |
| U-Bahn-Strecke (außer Betrieb) | 0,892               | Streckenende                         | Streckenende                         |
| U-Bahn-Haltepunkt / Haltestelle (Strecke außer Betrieb) | 0,236               | Theaterplatz                         | Theaterplatz                         |
| U-Bahn-Haltepunkt / Haltestelle (Strecke außer Betrieb) | 0,504               | Heuplatz                             | Heuplatz                             |
| U-Bahn-Haltepunkt / Haltestelle (Strecke außer Betrieb) | 0,665               | St. Veiter Ring                      | St. Veiter Ring                      |
| U-Bahn-Haltepunkt / Haltestelle (Strecke außer Betrieb) | 0,880               | St. Veiter Straße                    | St. Veiter Straße                    |
| U-Bahn-Haltepunkt / Haltestelle (Strecke außer Betrieb) | 1,170               | Landesirrenanstalt                   | Landesirrenanstalt                   |
| U-Bahn-Haltepunkt / Haltestelle (Strecke außer Betrieb) | 1,490               | Glanbrücke                           | Glanbrücke                           |
| U-Bahn-Haltepunkt / Haltestelle (Strecke außer Betrieb) | 1,939               | Goritschitzen                        | Goritschitzen                        |
| U-Bahn-Haltepunkt / Haltestelle (Strecke außer Betrieb) | 2,470               | Ehrenthal                            | Ehrenthal                            |
| U-Bahn-Bahnhof (Strecke außer Betrieb) | 3,360               | Zentralfriedhof                      | Zentralfriedhof                      |
| | 3,443               | Streckenende                         | Streckenende                         |

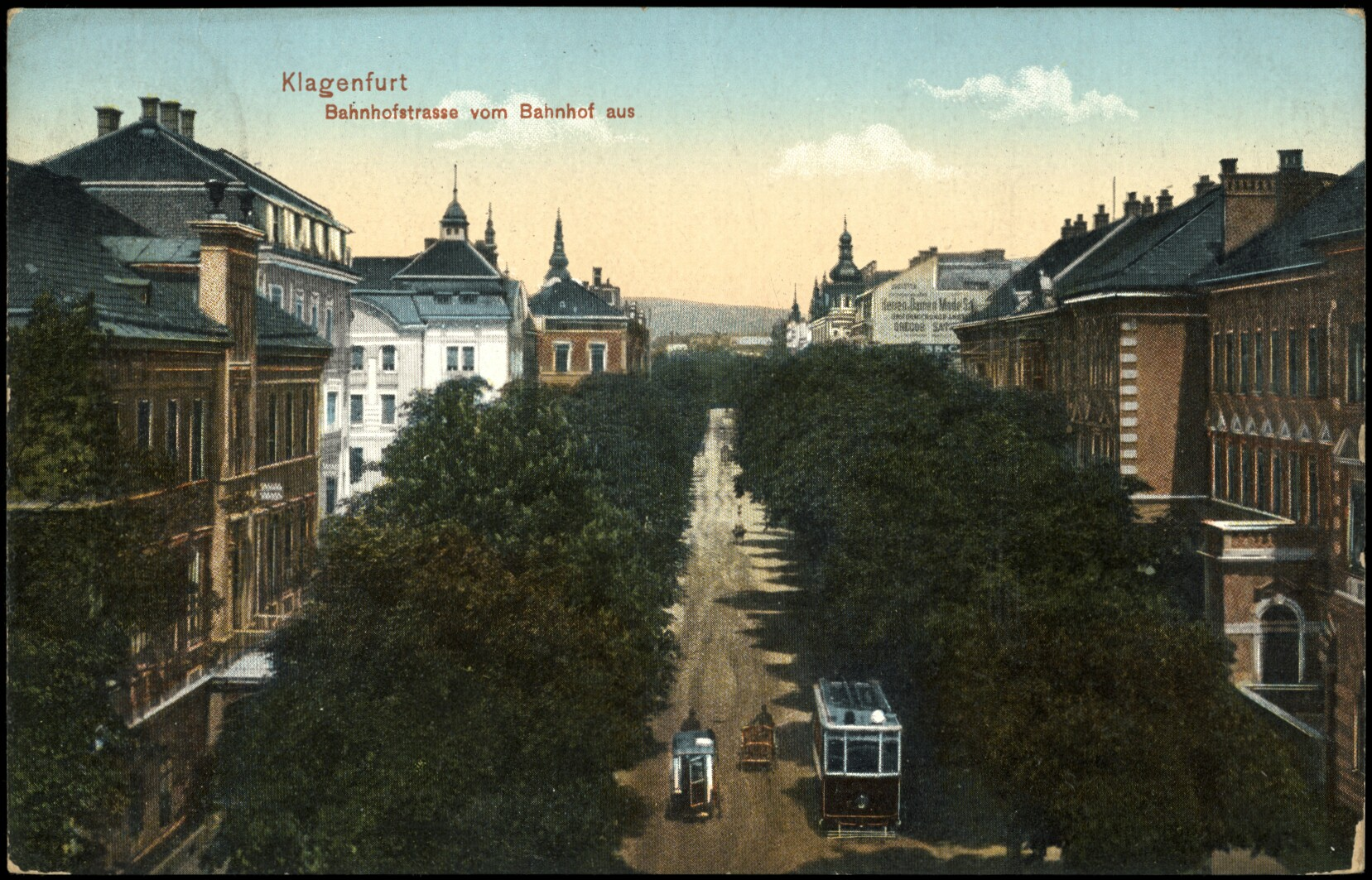
Die Straßenbahn in der Bahnhofstraße (1911)

Die Straßenbahn Klagenfurt war in den Jahren 1891 bis 1963 in ihren verschiedenen Formen das einzige Straßenbahnsystem in Kärnten. Es wurde ab dem Jahr 1963 durch Dieselbusse ersetzt, da diese dauerhaft aus damaliger Sicht kostengünstiger im Betrieb waren.

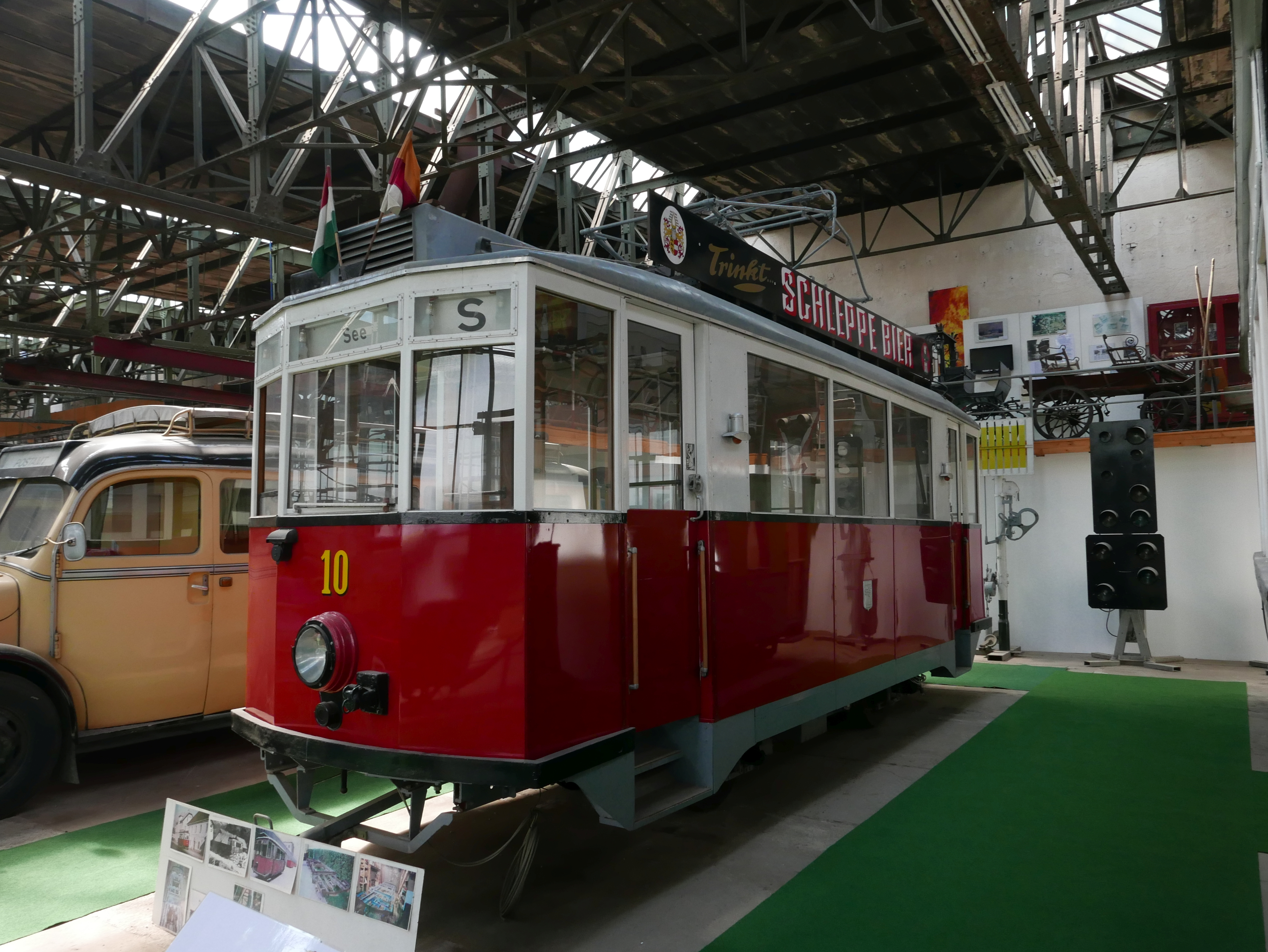
Triebwagen 10

Im Jahr 2005 wurde wegen der damaligen sehr hohen Feinstaubbelastung in Klagenfurt im Stadtsenat der Vorschlag einer Wiederaufnahme eines Straßenbahnbetriebs eingebracht. Dazu wurde von der Stadt Klagenfurt  beim Innsbrucker Institut für Verkehrs- und Raumplanung eine Machbarkeitsstudie um den Preis von 30.000 Euro in Auftrag gegeben. Die Studie kam zum Ergebnis, dass eine Wiedereinführung durch die hohen Kosten von 12 bis 20 Millionen Euro pro Straßenbahn-Kilometer bei einem Potenzial an Fahrgästen von nur rund 12.500 Personen pro Tag nicht ökonomisch sinnvoll wäre. Ausschlaggebend war in diesem Kontext auch, dass seitens der Politik im Land Kärnten die Auflassung der ÖBB-Bahnstrecke entlang des Wörthersees und deren Ersatz durch eine unterirdische Bahnumfahrungsstrecke mittel- bis langfristig zu erwarten sind. Dies hätte die Mitbenützung dieser Strecke zwecks Realisierung einer Stadt-Regional-Bahn verunmöglicht. Denn nur so hätte eine neue Straßenbahn in Klagenfurt ausreichend große Fahrgastzahlen haben können.

## Geschichte

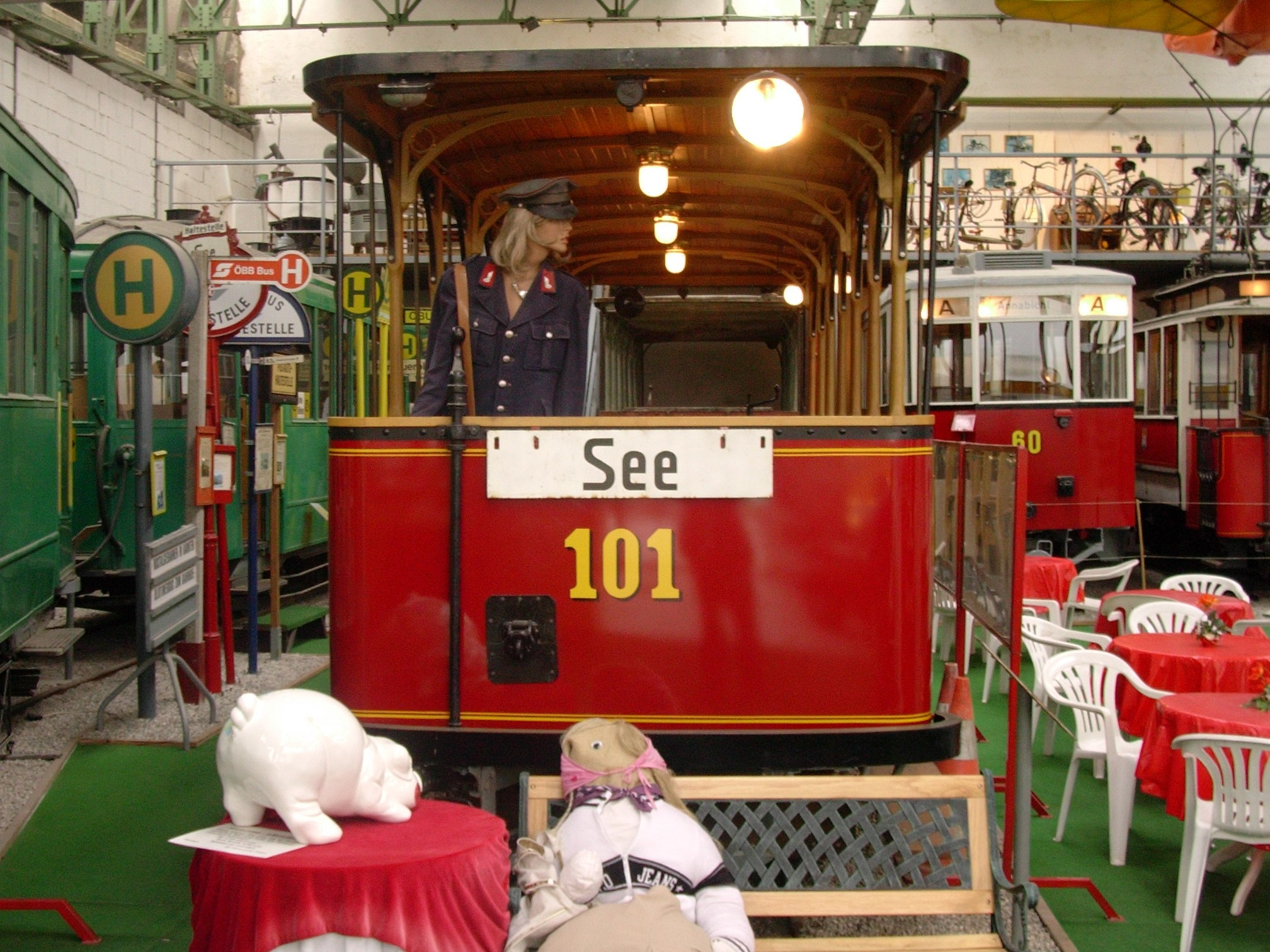
Beiwagen 101

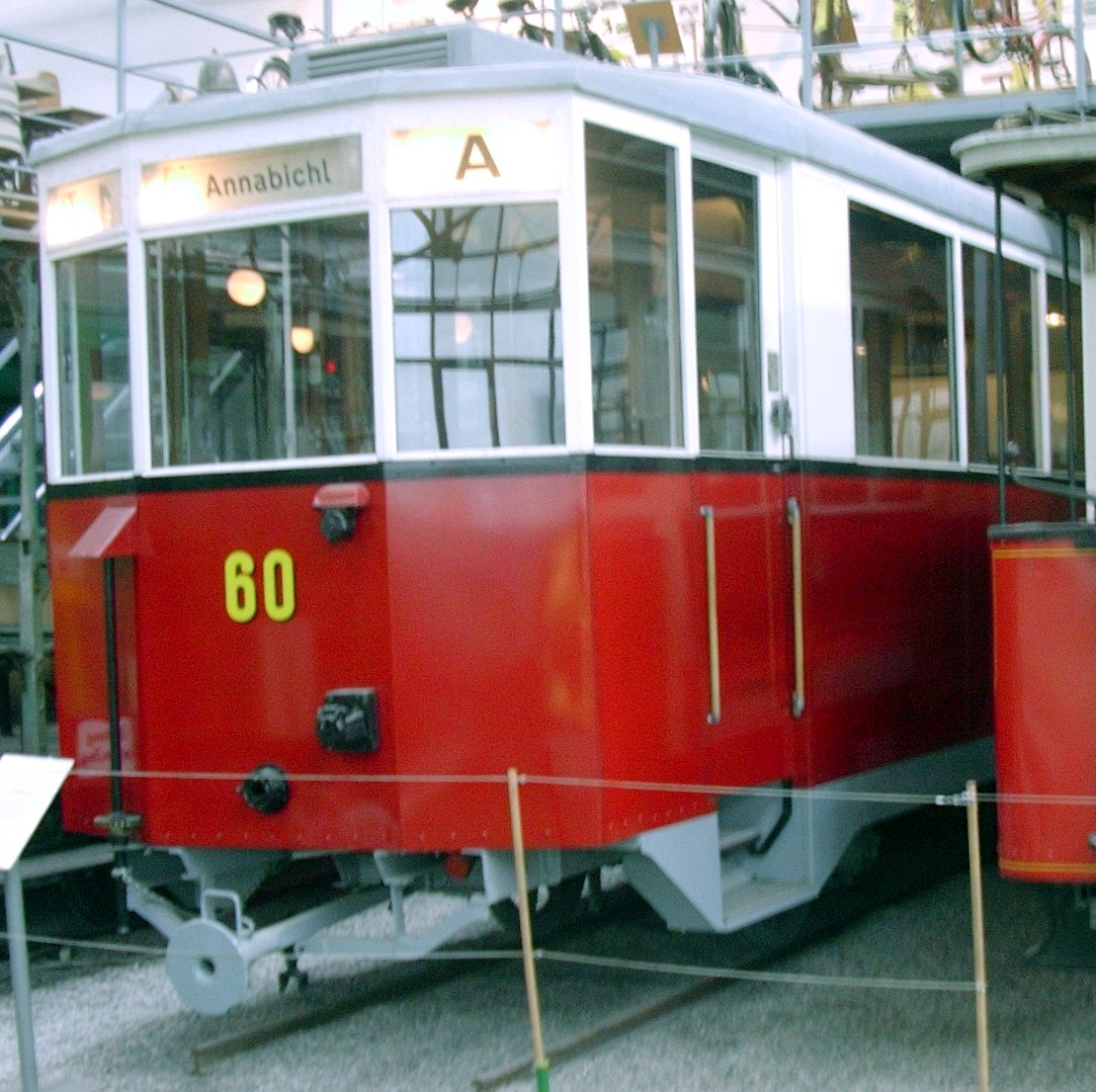
Beiwagen 60

In den Jahren 1883 bis 1885 planten verschiedene Unternehmen den Betrieb einer Pferde-, Dampf- oder sogar Elektrostraßenbahn in Klagenfurt. Klagenfurt besaß damals bereits fast 20.000 Einwohner. Dies rechtfertigte den Bedarf an zusätzlichen öffentlichen Verkehrsmitteln. Doch erst am 15. Mai 1891 wurde die erste Konzession für den Betrieb einer Pferdestraßenbahn in Klagenfurt an die  Firma Springer & Co. erteilt, die kurz darauf mit dem Probebetrieb begann. Am 30. Juni 1891 wurde der Betrieb auf der Strecke Südbahnhof – Heiligengeist Platz – Wörther See eröffnet. Der Betrieb verfügte über eine größere Zahl von sogenannten Sommerwagen, drei Winterwagen und in Spitzenzeiten bis zu 24 Pferde. Über viele Jahre war der Betrieb – auch dank der niedrigen Personalkosten – rentabel und effektiv. Die Beförderungsleistungen waren beachtlich. Die höchste Anzahl an Passagieren wurde für das Jahr 1910 – zugleich das letzte Jahr der Pferdestraßenbahn – mit 386.766 beförderten Personen verzeichnet.
Im Jahr 1910 begannen die Österreichischen Siemens-Schuckert-Werke im Auftrag der Stadt, die zuletzt auch der Betreiber der Pferdetramway war, mit dem Bau einer elektrischen Straßenbahn. Diese wurde am 6. Mai 1911 mit der Strecke Bahnhof–Theaterplatz eröffnet. Noch im selben Jahr erfolgte ein weitgehender Ausbau des Streckennetzes. Im Jahr 1935, dem Jahr, in dem Klagenfurt  auf Rechtsverkehr umgestellt wurde, wurde die Schienenführung von der Militärschwimmschule zum neu eröffneten Strandbad verlegt. Diese Linie erfreute sich im Sommer sehr großer Beliebtheit. Schon von Beginn an (Jahr 1911) wurden auf der Seelinie die offenen „Sommerwagen“ eingesetzt, die von der Pferdetramway übernommen worden waren. Die Begeisterung der Klagenfurter für diese Fahrzeuge war so groß, dass eine weitere Bestellung dieser Wagentype erfolgte.
Doch die fehlenden Investitionen und die bis zum Schluss größtenteils nur einspurige Streckenführung bereiteten Probleme. Im Jahr 1944 wurde die Straßenbahnstrecke auf das Kreuzbergl nach irreparablen Bombenschäden auf den Betrieb mit Oberleitungsomnibussen umgestellt. Ab dem Jahr 1948 wurden zusätzlich Dieselautobusse verwendet.  Mit Gemeinderatsbeschluss vom 6. Mai 1954 wurde schließlich die Stilllegung der Straßenbahn in Klagenfurt festgelegt. Zuerst wurde die Linie zum Wörthersee eingestellt, dann im Jahr 1961 wurde auch die Strecke nach Annabichl eingestellt. Die schrittweise Umstellung auf die Busse wurde am 16. April 1963 mit der letzten Fahrt der Straßenbahn auf der Linie Heiligengeist Platz – Hauptbahnhof abgeschlossen. Auch der Obus beendete an diesem Tag in Klagenfurt seinen Betrieb.
Die offenen Sommerwaggons wurden nach der Stilllegung in verschiedenen Klagenfurter Parks auf Spielplätze gestellt. Später wurden einigen von ihnen vom Verein der Museumstramway restauriert.

## Linienführung
Die erste Linie war die Pferdebahn vom Südbahnhof über die Burggasse zum Heiligengeistplatz, von dort neben dem Lendkanal auf der Villacher Straße bis zur Militär-Schwimmschule am Wörthersee. Bis zu 15 Pferdebahnwagen waren auf der 5,7 km langen Strecke im Einsatz, die von jeweils einem Pferd gezogen wurden.
Die elektrische Straßenbahn begann mit der Strecke Bahnhof–Theaterplatz, darauf folgten noch im Jahr 1911 die Linien Theaterplatz–Kreuzbergl, Heiligengeistplatz–Eisenbahnbrücke (nähe Steinerne Brücke)–See, Theaterplatz–Landesirrenanstalt–Annabichl/Friedhof. Dies ergab ein Liniennetz von weniger als 20 Kilometern. Bis zum Ende der Straßenbahn 1963 wurden – von lokalen kleinen Änderungen abgesehen – keine Erweiterungen mehr an der Schienenführung vorgenommen. Bereits am Anfang des Betriebs waren die Straßenbahnen viel im Einsatz: auf den wichtigsten Linien im Siebeneinhalb-Minuten-Takt, sonst immerhin jede Viertelstunde. So wurden bis zum Ende der Klagenfurter Straßenbahn im Jahr 1963 insgesamt 277,5 Millionen Fahrgäste befördert.

### Linienbezeichnungen
Linie A[nnabichl]
- Heiligengeistplatz – Zentralfriedhof (Annabichl)

Linie K[reuzbergl]
- Hauptbahnhof – Kreuzbergl

Linie S[ee]
- Heiligengeistplatz – See, Militärschwimmschule

## Fuhrpark
Triebwagen
| Nr.: | Baujahr: | Hersteller:              | Ausgemustert: | Sonstiges:                                            |
| ---- | -------- | ------------------------ | ------------- | ----------------------------------------------------- |
| 1    | 1911     | Grazer Waggonfabrik      | 1952          |                                                       |
| 2    | 1911     | Grazer Waggonfabrik      | 1961          |                                                       |
| 3    | 1911     | Grazer Waggonfabrik      | 1960          | abgestellt 1954                                       |
| 4    | 1911     | Grazer Waggonfabrik      | 1958          | abgestellt 1954                                       |
| 5    | 1911     | Grazer Waggonfabrik      | 1963          | Neuaufbau SGP-Graz 1949 nach Kriegsverlust            |
| 6    | 1911     | Grazer Waggonfabrik      | 1963          | Neuaufbau SGP-Graz 1948 nach Kriegsverlust            |
| 7    | 1911     | Grazer Waggonfabrik      | 1961          |                                                       |
| 8    | 1911     | Grazer Waggonfabrik      | 1963          | Neuaufbau SGP-Graz 1949 nach Kriegsverlust            |
| 9    | 1911     | Grazer Waggonfabrik      | 1961          | abgestellt 1960                                       |
| 10   | 1911     | Grazer Waggonfabrik      | 1963          | Neuaufbau SGP-Graz 1948 nach Kriegsverlust            |
| 11   | 1911     | Grazer Waggonfabrik      | 1958          | abgestellt 1954                                       |
| 12   | 1911     | Grazer Waggonfabrik      | 1958          | abgestellt 1954                                       |
| 13   | 1911     | Grazer Waggonfabrik      | 1944          | Klagenfurt, Wilsonstraße Nr. 39, "Buffet zur Tramway" |
| 14   | 1911     | Grazer Waggonfabrik      | 1944          | Fahrgestell für Bw 50                                 |
| 15   | 1911     | Grazer Waggonfabrik      | 1954          |                                                       |
| 16   | 1912     | Grazer Waggonfabrik      | 1958          | abgestellt 1955                                       |
| 17   | 1911     | Grazer Waggonfabrik      | 1961          |                                                       |
| 18   | 1911     | Grazer Waggonfabrik      | 1963          | Neuaufbau SGP-Graz 1947 nach Kriegsverlust            |
| 19   | 1901     | Grazer Waggonfabrik      | 1956          | 1939 Übernahme aus Dornbirn; abgestellt 1953          |
| 20   | 1901     | Grazer Waggonfabrik      | 1952          | 1939 Übernahme aus Dornbirn                           |
| 21   | 1901     | Grazer Waggonfabrik      | 1958          | 1939 Übernahme aus Dornbirn; abgestellt 1956          |
| 22   | 1942     | Simmeringer Waggonfabrik | 1960          | abgestellt 1959                                       |
| 23   | 1942     | Simmeringer Waggonfabrik | 1963          |                                                       |
| 24   | 1942     | Simmeringer Waggonfabrik | 1963          | 1947 bis 1949 als Bw 24                               |

Beiwagen
| Nr.: | Baujahr: | Hersteller:         | Ausgemustert: | Sonstiges:                                   |
| ---- | -------- | ------------------- | ------------- | -------------------------------------------- |
| 50   | 1948     | SGP-Graz            | 1961          | auf Fahrgestell Tw 14                        |
| 51   | 1911     | Grazer Waggonfabrik | 1961          | abgestellt 1960                              |
| 52   | 1911     | Grazer Waggonfabrik | 1961          | abgestellt 1960                              |
| 53   | 1911     | Grazer Waggonfabrik | 1961          | Neuaufbau SGP-Graz 1948 nach Kriegsverlust   |
| 54   | 1911     | Grazer Waggonfabrik | 1960          | abgestellt 1957                              |
| 55   | 1911     | Grazer Waggonfabrik | 1960          | abgestellt 1957                              |
| 56   | 1911     | Grazer Waggonfabrik | 1958          | abgestellt 1954                              |
| 57   | 1911     | Grazer Waggonfabrik | 1961          | Neuaufbau SGP-Graz 1948 nach Kriegsverlust   |
| 58   | 1911     | Grazer Waggonfabrik | 1961          | abgestellt 1960                              |
| 59   | 1911     | Grazer Waggonfabrik | 1958          | abgestellt 1957                              |
| 60   | 1911     | Grazer Waggonfabrik | 1961          | Neuaufbau SGP-Graz 1948 nach Kriegsverlust   |
| 61   | 1911     | Grazer Waggonfabrik | 1961          | abgestellt 1960                              |
| 62   | 1911     | Grazer Waggonfabrik | 1961          | abgestellt 1960                              |
| 63   | 1912     | Grazer Waggonfabrik | 1961          |                                              |
| 64   | 1912     | Grazer Waggonfabrik | 1961          | abgestellt 1960                              |
| 65   | 1902     | Grazer Waggonfabrik | 1956          | 1939 Übernahme aus Dornbirn; abgestellt 1955 |
| 66   | 1902     | Grazer Waggonfabrik | 1957          | 1939 Übernahme aus Dornbirn; abgestellt 1953 |
| 67   | 1902     | Grazer Waggonfabrik | 1944          | 1939 Übernahme aus Dornbirn                  |
| 68   | 1902     | Grazer Waggonfabrik | 1958          | 1939 Übernahme aus Dornbirn; abgestellt 1953 |
| 69   | 1902     | Grazer Waggonfabrik | 1944          |                                              |
| 70   | 1912     | Grazer Waggonfabrik | 1945          | 1943 Übernahme aus Salzburg; Kriegsverlust   |
| 71   | 1912     | Grazer Waggonfabrik | 1948          | 1943 Übernahme aus Salzburg; Kriegsverlust   |

Sommerbeiwagen
| Nr.: | Baujahr: | Hersteller:         | Ausgemustert: | Sonstiges:                             |
| ---- | -------- | ------------------- | ------------- | -------------------------------------- |
| 101  | 1926     | Grazer Waggonfabrik | 1958          | abgestellt 1953                        |
| 102  | 1926     | Grazer Waggonfabrik | 1945          | Kriegsverlust; Umbau zur Lore          |
| 103  | 1926     | Grazer Waggonfabrik | 1945          | Kriegsverlust; Umbau zur Lore          |
| 104  | 1926     | Grazer Waggonfabrik | 1958          | abgestellt 1953                        |
| 105  | 1926     | Grazer Waggonfabrik | 1957          | abgestellt 1953                        |
| 106  | 1926     | Grazer Waggonfabrik | 1958          | abgestellt 1953                        |
| 107  | 1926     | Grazer Waggonfabrik | 1958          | abgestellt 1953                        |
| 108  | 1926     | Grazer Waggonfabrik | 1958          | abgestellt 1953                        |
| 109  | 1926     | Grazer Waggonfabrik | 1961          | Umbau aus Pferdewagen; abgestellt 1953 |
| 110  | 1926     | Grazer Waggonfabrik | 1958          | Umbau aus Pferdewagen; abgestellt 1953 |
| 111  | 1926     | Grazer Waggonfabrik | 1958          | Umbau aus Pferdewagen; abgestellt 1953 |
| 112  | 1926     | Grazer Waggonfabrik | 1957          | Umbau aus Pferdewagen; abgestellt 1953 |
| 113  | 1926     | Grazer Waggonfabrik | 1945          | Umbau aus Pferdewagen; Kriegsverlust   |

## Lendcanaltramway und Seetramway

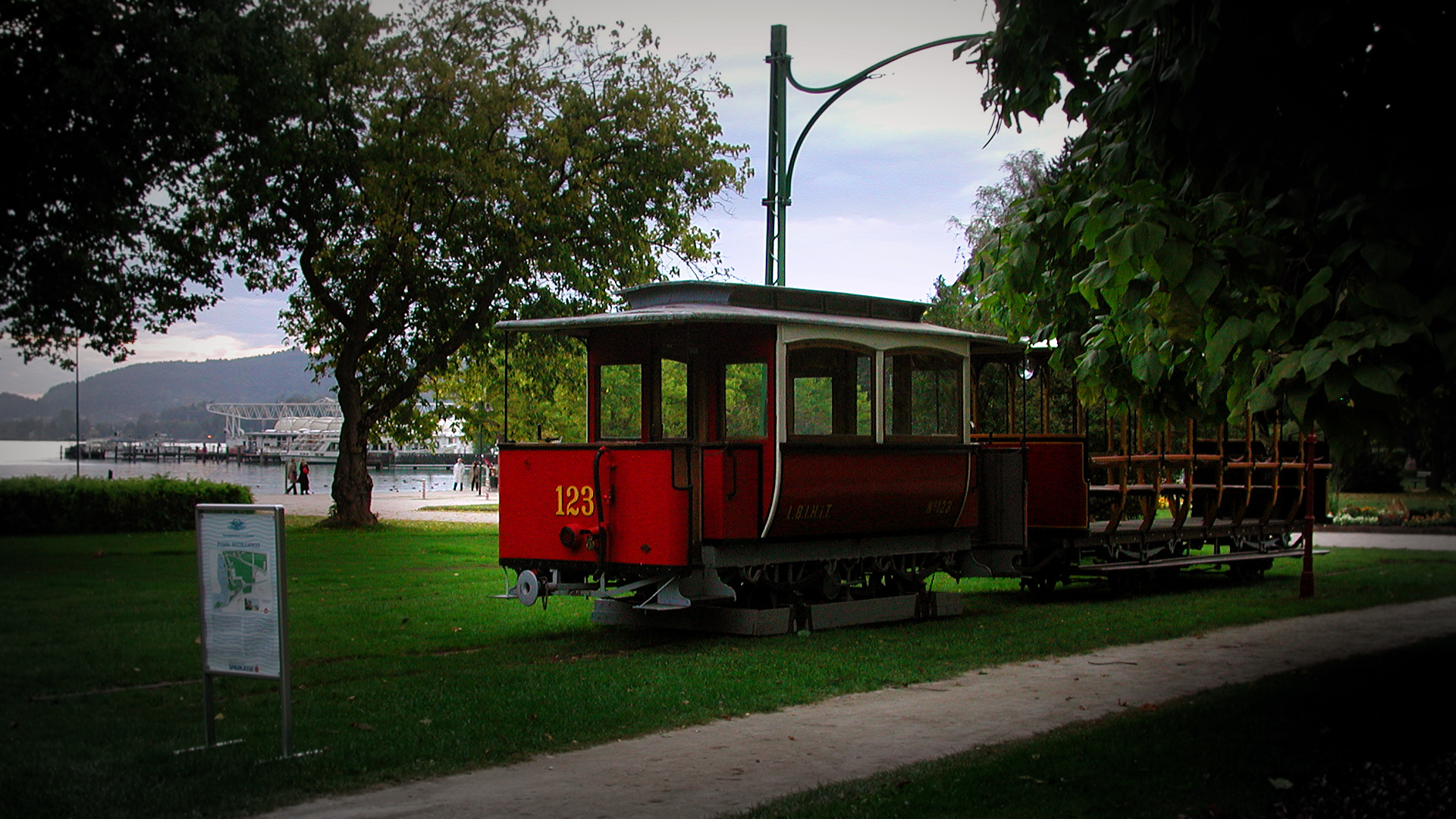
Nach einem Beschluss des Klagenfurter Stadtsenates könnte an dieser Stelle künftig die Klagenfurter Seetramway verkehren

Bereits als die öffentliche Straßenbahn noch im Betrieb war, gab es Pläne für die Erhaltung der Tramwaywagen. Bereits im Jahr 1969 wurde der Verein der Kärntner Eisenbahnfreunde (heute „Kärntner Museumsbahnen“) gegründet. Neben anderen erhaltungswürdigen Bahnen in Kärnten war die Klagenfurter Straßenbahn eines der wichtigsten Themen des Vereins. Dadurch konnten im Jahr 1975 bereits 40 Wagen europäischer Straßenbahnunternehmen aus verschiedenen Epochen angesammelt werden. Im Sommer 1976 entstand in der Nähe des Europaparks im Naturschutzgebiet des Lendspitz die Museumsbahn „Lendcanaltramway“, die heute vom Verein „Nostalgiebahnen in Kärnten“ in den Sommermonaten als Elektro-, seltener als Pferdetramway betrieben wird. Die Strecke ist 750 Meter lang und besitzt vier Haltestellen sowie ein viergleisiges Remisengelände. Seit langem ist eine Erweiterung der Strecke geplant. Dies wurde jedoch durch die Pläne für ein Kongresszentrum in diesem Naturschutzgebiet verzögert. Aus diesen ging später das Lindner Seepark Hotel hervor.
Der Klagenfurter Stadtsenat beschloss am 27. Jänner 2009 einstimmig die Unterstützung eines touristischen Straßenbahnbetriebes im Bereich Minimundus – Strandbad mit dem Projektnamen Seetramway. Es handelt sich dabei allerdings nur um einen Grundsatzbeschluss ohne konkrete finanzielle Dotierung. Im November 2009 informierte der Klagenfurter Vizebürgermeister Albert Gunzer den Proponentenverein, dass er innerhalb von zwei Jahren keine Möglichkeit sehe, dass die Stadtgemeinde Klagenfurt finanziell zu dem Projekt beitragen könne. Ex-Stadtrat Kurt Peterle, Hansgeorg Prix (Nostalgiebahnen) und Architekt Harald Omansiek gaben im September 2011 bekannt, das Projekt für rund 4,5 Millionen Euro noch im Jahr 2011 zur Genehmigung einreichen zu wollen. Trotz vielfacher Bemühungen gelang es aber nicht, eine Übernahme der Projektkosten zu erreichen. Das Budget der Stadt Klagenfurt, durch diverse Großprojekte ohnehin stark belastet, lässt die Finanzierung des Projekts bisher nicht zu.